# Liste der philippinischen Botschafter in Brasilien

## Geschichte
Die Regierung Eurico Gaspar Dutra entsandte Carlos Martins Silverio Ramos als Sonderbeauftragten zum Fahnenwechsel in Manila am 4. Juli 1946 (Republic Day) und erkannte die philippinische Regierung an. Zunächst waren die philippinischen Botschafter in Washington, D. C. auch in Rio de Janeiro akkreditiert, anschließend die Botschafter in Buenos Aires. Am 16. September 1965 eröffnete Carlos S. Tan die erste philippinische Botschaft in Rio de Janeiro.
Seit 1. September 1973 befindet sich die Botschaft in Brasília.
| Ernannt / Akkreditiert | Botschafter            | Bemerkungen                                                                    | ernannt von Präsident der Philippinen | Präsident Brasiliens                 | Posten verlassen |
| ---------------------- | ---------------------- | ------------------------------------------------------------------------------ | ------------------------------------- | ------------------------------------ | ---------------- |
| 16. Sep. 1965          | Carlos S. Tan          |                                                                                | Diosdado Macapagal                    | Humberto Castelo Branco              |                  |
| 1970                   | Octavio L. Maloles     | bis 1970 Gesandter in Mexiko-Stadt, wo er von Librado D. Cayco abgelöst wurde. | Ferdinand Marcos                      | Emílio Garrastazu Médici             |                  |
| 1973                   | Consuelo A. Arranz     | Geschäftsträger                                                                | Ferdinand Marcos                      | Emílio Garrastazu Médici             |                  |
| 1978                   | Emilio Dimayuga Bejasa |                                                                                | Ferdinand Marcos                      | Ernesto Geisel                       |                  |
| 5. Aug. 1980           | Sergio A. Barrera      |                                                                                | Ferdinand Marcos                      | João Baptista de Oliveira Figueiredo | Aug. 1986        |
| 5. Sep. 1986           | Lauro L. Baja, Jr.     |                                                                                | Corazon Aquino                        | José Sarney                          | 27. Aug. 1993    |
| 9. Sep. 1993           | Jose Macário Laurel IV |                                                                                | Fidel Ramos                           | Itamar Franco                        | 17. März 1996    |
| 31. Juli 1996          | Francisco L. Benedicto |                                                                                | Fidel Ramos                           | Fernando Henrique Cardoso            | 25. Nov. 1998    |
| 20. März 1999          | Oscar G. Valenzuela    |                                                                                | Joseph Estrada                        | Fernando Henrique Cardoso            | 21. März 2005    |
| 8. Okt. 2005           | Teresita V.G. Barsana  | [ 1 ]                                                                          | Gloria Macapagal-Arroyo               | Luiz Inácio Lula da Silva            | 22. Dez. 2009    |
| 13. Apr. 2010          | Eva G. Betita          | [ 2 ]                                                                          | Benigno Aquino III.                   | Luiz Inácio Lula da Silva            |                  |